# Rutkanlahden metsät
Rutkanlahden metsät este o arie protejată (arie specială de conservare — SAC, sit de importanță comunitară — SCI) din Finlanda întinsă pe o suprafață de 35 ha, integral pe uscat.

## Localizare
Centrul sitului Rutkanlahden metsät este situat la coordonatele 61°44′48″N 28°17′45″E / 61.7467°N 28.2958°E.

## Înființare
Situl Rutkanlahden metsät a fost declarat sit de importanță comunitară în mai 2002 pentru a proteja un număr necunoscut de specii din flora spontană și fauna sălbatică aflate în arealul zonei. Situl a fost protejat și ca arie specială de conservare în aprilie 2015.

## Biodiversitate
Situată în ecoregiunea boreală, aria protejată conține 2 habitate naturale: Taiga vestică, Mlaștini împădurite.
La baza desemnării sitului se află un număr nedeclarat de specii protejate.